# Ķesterciems
Ķesterciems – miejscowość na Łotwie, w północnej Kurlandii, w novadsie Tukums, ok. 77 km na północny zachód od Rygi, na zachód od drogi łączącej Tukums z Kolką, nad Morzem Bałtyckim, 223 mieszkańców (2007).